# موزه زنکنبرگ

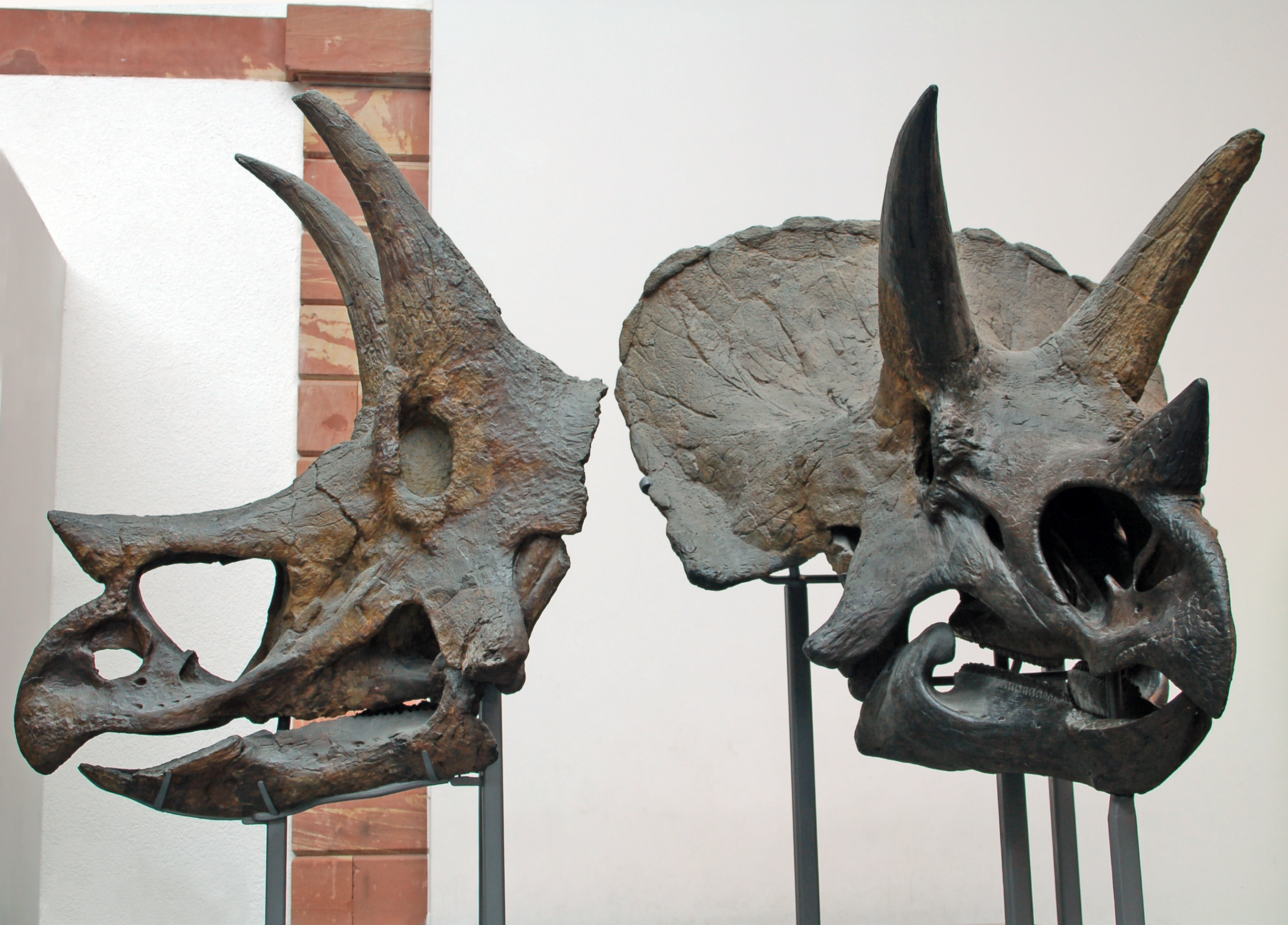
جمجمهٔ تریسراتوپس در موزه طبیعی سنکنبرگ.

موزه زنکنبرگ (به آلمانی: Naturmuseum Senckenberg) بزرگ‌ترین موزه تاریخ طبیعی در کشور آلمان است. این موزه در شهر فرانکفورت واقع شده است.
در این موزه اسکلت انواع دایناسورها و ماموت‌های مربوط به عصرهای گوناگون مربوط به دوران مختلف زمین‌شناسی قرار دارد.